# Andrés Randisi
Andrés Rafael Randisi (Paraná, Entre Ríos; 10 de marzo de 1942) es integrante de la congregación salesiana fundada por San Juan Bosco. 
En 1971 fue enviado por el superior de los salesianos, Juan Sol, a Puerto Deseado, pueblo costero del sur de Argentina, para trabajar con los jóvenes. Hasta 1979, mediante el teatro, la música, la danza, el dibujo y otras actividades, generó intensa actividad, reconocida por el obispo de Santa Cruz, Juan Carlos Romanín y por el rector mayor de la congregación, Pascual Chávez, y que quedó reflejado en el libro «Andrés Randisi, sembrador de esperanzas», del periodista Mario dos Santos Lopes.
En 1988 decidió continuar su actividad en Angola, que se encontraba en plena guerra tribal. Allí, junto a una comunidad de salesianos llegados desde diversos países del mundo, y actualmente también con religiosos angolanos, forma parte del grupo que trabaja por la reconstrucción de esa nación. En el barrio de Lixeira (Luanda), los salesianos pusieron en marcha una escuela de oficios y capacitación, a la que concurren 6000 jóvenes.
El Premio Nacional de Alfabetización 2002, promovido por el Ministerio de Educación de Angola fue asignado a los salesianos de Don Bosco de la comunidad San José de Nazaret en Luanda. Desde 1997 la comunidad puso en marcha un vasto programa para eliminar el analfabetismo en una de las áreas más pobres de la capital. En el año 2002 los diez centros de la comunidad acogieron a 2.853 analfabetos. Los centros son animados por 124 operadores y 40 aprendices que aplican el método de alfabetización Don Bosco adaptado a Angola.
Randisi visita periódicamente Puerto Deseado y otros lugares de Argentina, donde transmite la experiencia educativa que desarrollan los salesianos en varios puntos de Angola.
Randisi es autor, junto a Guillermo Ríos, de la obra integral «La misa patagónica», basada en ritmos tehuelches del sur de Argentina.
Otros temas musicales de su autoría: «Si vas para el sur», «Navidad patagónica» y «Hermano dímelo tú». El grupo musical «La banda de Juan», dirigido por el maestro Randisi, recorrió diversos pueblos de la provincia de Santa Cruz representando a Puerto Deseado.